# Réforme marianique
L'expression « réforme marianique » (ou plus simplement 
"réforme de Marius") désigne un ensemble de changements qui auraient été introduits dans l'armée romaine par le consul Caius Marius à partir de 107 av. J.-C.

## Histoire
La guerre des Cimbres et la guerre de Jugurtha ont eu une influence particulière, tant sur la carrière de Marius que sur l'évolution des institutions et de l'armée. Les sources antiques comme la biographie de Marius par Plutarque attribuent à Marius à cette occasion l'introduction d'un grand nombre de changements et de nouveautés. Les historiens actuels de l'armée romaine s'accordent à reconnaître que plusieurs des changements attribués par l'historiographie antique à Marius, dans le domaine tactique notamment, sont en fait progressifs et ne se développent réellement qu'à long terme. L'enrôlement des prolétaires reste assez limité (aux alentours de 5 000). Ce n'est que vers les guerres sociales du Ier siècle av. J.-C. que le changement est plus sensible. Vers 91-89, Rome se voit contrainte de mobiliser d'importants effectifs (peut-être 300 000 hommes) pour réprimer la révolte. Le rôle de Marius dans ces évolutions est donc à relativiser,.
Marius a procédé pour la guerre de Jugurtha à l'enrôlement de « prolétaires », cherchant à renforcer sa popularité en acceptant dans les rangs de l'armée tous les volontaires sans distinction de cens, allant à l'encontre de l'avis du Sénat, à une époque où les citoyens mobilisables sont récalcitrants à rejoindre l'armée. Dans les années qui suivent jusqu'à la guerre sociale, il n'y a plus de traces de telles mesures d'enrôlement, ni même lors de la guerre contre les Cimbres et les Teutons menée par ce même Marius, cette guerre défensive n'amenant aucune perspective de butin et n'ayant donc aucune raison d'attirer des volontaires non astreints au service militaire,.

## Citation
« Ces années qui voient la montée en puissance de Caius Marius et son alliance avec des tribuns populares ont ainsi été l'occasion d'innovations importantes dans les mécanismes de la vie politique romaine qui déterminent à leur tour les pratiques à venir. [...] Marius a défini une nouvelle figure de chef militaire. Il est victorieux d'ennemis redoutables qui ont vaincu les armées romaines et menacent l'existence même de la cité. Il a bénéficié d'une aide particulière des dieux qui se manifestent par des miracles ou des oracles exceptionnels. Il a porté l'Empire de Rome et sa propre gloire à des niveaux qui n'ont encore été atteints par personne. [...] Une relation particulière s'est mise en place entre les hommes et ce chef victorieux qui les entraîne dans des campagnes de plusieurs années et qui les grandisse de ses propres victoires. L'exemple n'est pas perdu, et Sylla, Pompée et Jules César sauront s'en emparer pour se gagner l'attachement d'hommes qui attendent d'eux la rémunération de leur valeur et en échange les soutiendront contre leurs adversaires. L'association avec des tribuns populares créé une autre série de précédents. Marius a eu besoin de leur aide afin d'obtenir pour lui les grands commandements et pour ses hommes les colonies et les distributions de terre. Ses partenaires, en contre-partie, bénéficient de la caution de son prestige et du vote de ses vétérans. [...] Une telle puissance ne peut plus être régulée par aucune disposition constitutionnelle. [...] La seule réponse possible réside dans la violence. »

— Jean-Michel David, La République romaine, Seuil, 2000, pp. 161-162.